# Que suenen las palmas
"Que suenen las palmas" es una canción del compositor Alfredo Brito, interpretada por Celia Cruz e incluida en su álbum Azúcar negra.

## Temática
La canción habla sobre la fusión cultural entre la Salsa cubana y el Flamenco andaluz.
El autor pide al músico andaluz que toque con él: 

Ven a hacer sonar las palmas, quiero que se unan mis claves con tu guitarra...

Describe cómo su música se va viendo influenciada por la cultura andaluza:

Algo maravilloso, comenzó cuando tu "salero" se hizo conmigo, se mezclaron Sevilla y Cádiz con ríos de caña y mi música se tiñó con tu mejor vino...

Expresa su deseo de fusionar ambas culturas:

Si yo pudiera, yo me llevara a La Giralda para La Habana...

## BSO de "Como un relámpago"
En 1996, "Que suenen las palmas" se incluyó como parte de la Banda Sonora Original de la película "Cómo un relámpago", dirigida por Miguel Hermoso y protagonizada por Assumpta Serna, Eloy Azorín y Santiago Ramos (premio Goya al mejor actor por su interpretación).